# 468 هـ
468 هـ هي سنة في التقويم الهجري امتدت مقابلةً في التقويم الميلادي بين سنتي 1075 و1076.

## مواليد
- أبو بكر بن العربي

## وفيات
- الواحدي النيسابوري
- عباد بن المعتمد
- محمود بن نصر بن صالح المرداسي